# Ginnastica ai Giochi della VIII Olimpiade - Volteggio al cavallo in largo
La competizione del  volteggio al cavallo in largo di Ginnastica artistica dei Giochi della VIII Olimpiade si è svolta allo stadio di Colombes dal 17 al  20 luglio 1924.

## Risultati
| Pos.    | Atleta              | Nazione        | Punteggio |
| ------- | ------------------- | -------------- | --------- |
| Oro     | Albert Séguin       | Francia        | 10,000    |
| Argento | Jean Gounot         | Francia        | 9,930     |
| Argento | François Gangloff   | Francia        | 9,930     |
| 4       | Stane Hlastan       | Jugoslavia     | 9,860     |
| 5       | Stane Derganc       | Jugoslavia     | 9,850     |
| 6       | Bedřich Šupčík      | Cecoslovacchia | 9,830     |
| 6       | Ladislav Vácha      | Cecoslovacchia | 9,830     |
| 8       | Robert Pražák       | Cecoslovacchia | 9,800     |
| 8       | Frank Kriz          | Stati Uniti    | 9,800     |
| 8       | Eugène Cordonnier   | Francia        | 9,800     |
| 8       | Mathias Erang       | Lussemburgo    | 9,800     |
| 12      | Miroslav Klinger    | Cecoslovacchia | 9,750     |
| 12      | Jan Koutný          | Cecoslovacchia | 9,750     |
| 14      | André Higelin       | Francia        | 9,700     |
| 15      | Max Wandrer         | Stati Uniti    | 9,650     |
| 16      | Charles Quaino      | Lussemburgo    | 9,620     |
| 17      | Leon Štukelj        | Jugoslavia     | 9,600     |
| 18      | Joseph Huber        | Francia        | 9,570     |
| 19      | Janez Porenta       | Jugoslavia     | 9,516     |
| 20      | Al Jochim           | Stati Uniti    | 9,510     |
| 21      | Léon Delsarte       | Francia        | 9,500     |
| 21      | Ferdinando Mandrini | Italia         | 9,500     |
| 23      | Bohumil Mořkovský   | Cecoslovacchia | 9,450     |
| 24      | Giorgio Zampori     | Italia         | 9,420     |
| 25      | Stanley Leigh       | Gran Bretagna  | 9,410     |
| 26      | Curtis Rottman      | Stati Uniti    | 9,260     |
| 26      | John Mais           | Stati Uniti    | 9,260     |
| 28      | Vittorio Lucchetti  | Italia         | 9,200     |
| 29      | Hans Grieder        | Svizzera       | 9,170     |
| 30      | Luigi Cambiaso      | Italia         | 9,150     |
| 31      | Thomas Hopkins      | Gran Bretagna  | 9,130     |
| 32      | Mario Lertora       | Italia         | 9,110     |
| 33      | Henry Finchett      | Gran Bretagna  | 9,080     |
| 34      | Josef Wilhelm       | Svizzera       | 9,060     |
| 34      | Stane Žilič         | Jugoslavia     | 9,060     |
| 36      | Giuseppe Paris      | Italia         | 9,030     |
| 37      | Arthur Hermann      | Francia        | 9,000     |
| 38      | Mihael Oswald       | Jugoslavia     | 8,930     |
| 39      | Otto Pfister        | Svizzera       | 8,860     |
| 40      | Théo Jeitz          | Lussemburgo    | 8,830     |
| 41      | John Pearson        | Stati Uniti    | 8,710     |
| 42      | Georges Miez        | Svizzera       | 8,700     |
| 43      | Émile Munhofen      | Lussemburgo    | 8,680     |
| 44      | Francesco Martino   | Italia         | 8,580     |
| 45      | Josip Primožič      | Jugoslavia     | 8,550     |
| 46      | Jean Gutweninger    | Svizzera       | 8,500     |
| 46      | Eevert Kerttula     | Finlandia      | 8,500     |
| 48      | August Güttinger    | Svizzera       | 8,410     |
| 49      | Rudolph Novak       | Stati Uniti    | 8,400     |
| 50      | Luigi Maiocco       | Italia         | 8,330     |
| 50      | Otto Suhonen        | Finlandia      | 8,330     |
| 50      | Albert Neumann      | Lussemburgo    | 8,330     |
| 50      | Jacques Palzer      | Lussemburgo    | 8,330     |
| 54      | Edward Leigh        | Gran Bretagna  | 8,170     |
| 54      | Samuel Humphreys    | Gran Bretagna  | 8,170     |
| 56      | Pierre Tolar        | Lussemburgo    | 8,080     |
| 57      | Mikko Hämäläinen    | Finlandia      | 8,000     |
| 58      | Rastko Poljšak      | Jugoslavia     | 7,960     |
| 59      | Harold Brown        | Gran Bretagna  | 7,830     |
| 59      | Frank Hawkins       | Gran Bretagna  | 7,830     |
| 59      | Väinö Karonen       | Finlandia      | 7,830     |
| 62      | Antoine Rebetez     | Svizzera       | 7,800     |
| 63      | Carl Widmer         | Svizzera       | 7,660     |
| 64      | Eetu Kostamo        | Finlandia      | 7,600     |
| 65      | Albert Spencer      | Gran Bretagna  | 7,500     |
| 66      | Aarne Roine         | Finlandia      | 7,430     |
| 67      | Mathias Weishaupt   | Lussemburgo    | 7,330     |
| 68      | Jaakko Kunnas       | Finlandia      | 7,270     |
| 69      | Akseli Roine        | Finlandia      | 6,870     |
| 70      | Frank Safandra      | Stati Uniti    | 3,000     |